# João Pantaleão Gonçalves Leite
João Pantaleão Gonçalves Leite (São Jerônimo, 16 de setembro de 1943 — Passo Fundo, 11 de setembro de 2021) foi um poeta e tradicionalista brasileiro.

## Biografia
Nascido no dia 16 de setembro de 1943, natural de São Jerônimo, RS, filho de Primorio de Souza Leite e de Cândida Gonçalves Leite. Aos 2 anos de idade foi residir em Porto Alegre. Sendo de família humilde, durante sua infância e adolescência trabalhou como jornaleiro e pedreiro. 
Em 1963 ingressou nos quadros da Polícia Civil, exercendo suas funções em Porto Alegre até 1966. Neste mesmo ano foi transferido para Lagoa Vermelha. Em 1968 editou em Lagoa Vermelha o seu primeiro livro de poesias "A Voz do Gaúcho" Impressora Planalto.Em 1968 foi campeão em declamação no Rodeio Crioulo de André da Rocha. Em 1969 foi vencedor do "Concurso de Poesias Gauchescas", realizado entre poetas no primeiro Rodeio Crioulo Internacional de Caxias do Sul, com o poema "Rio Grande do Sul".

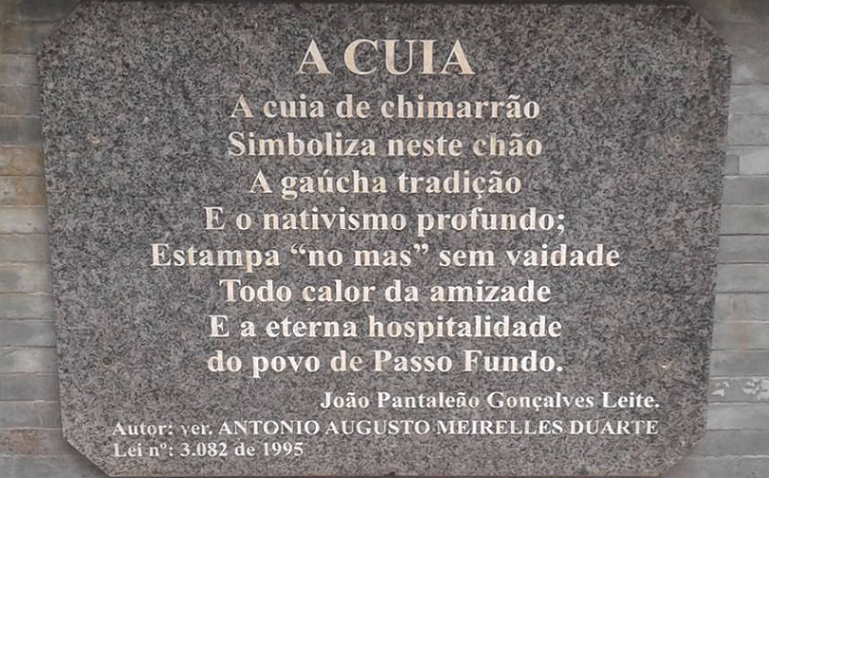
Placa comemorativo em Passo Fundo

Em 1972 foi um dos idealizadores e coordenadores do 1 Rodeio Crioulo de Lagoa Vermelha. Em 1973 editou o seu segundo livro de poesias "Última Gineteada" Editora Planalto. Em 1974 sua poesia "Alma Nativa" foi julgada e premiada pela Estância da Poesia Crioula - Porto Alegre. Recebeu da Câmara de Vereadores de Vacaria em sessão solene "Cartão de Prata" referente ao X Rodeio Crioulo Internacional de Vacaria pela poesia "Alma Nativa". Foi membro das comissões julgadoras dos concursos artísticos do X Rodeio Crioulo Internacional de Vacaria. Foi membro julgador (de calouros) "Programa Saion Lobato" - Televisão Piratini - canal 5.Em 1977 representou o C.T.G. Alexandre Pato no XXI Congresso Tradicionalista, organizado pelo Movimento Tradicionalista Gaúcho, realizado em Passo Fundo.
Em 1978 editou seu 3 livro de Poesias Crioulas "Estampa Crioula" - Editora Planalto. Teve diversas participações em programas de rádios: Rádio Clube de Lages, Rádio Itaí de Porto Alegre, Rádio Farroupilha de Porto Alegre, Rádio Cruz Alta, Rádio de Cachoeira do Sul, Rádio Esmeralda de Vacaria, Rádio Fátima de Vacaria e TV Erexim Canal 2. Foi produtor e animador do programa "Querência, Pago e Galpão" na Rádio Cacique de Lagoa Vermelha. É autor de diversas composições gravadas em discos: Gravadora Fermata de São Paulo e Gravadora Chororó de São Paulo. Composições: "Guasca e o Trem", "João Pançudo", "Estampa Crioula", "Mais um Conselho Gaúcho", "Longe do Pago" e "Inspiração de Gaúcho". Foi um dos fundadores do grupo folclore "Os Vaqueanos" de Vacaria. Foi o criador da "Noite da Poesia" em Lagoa Vermelha. 
Em 1980 editou seu quarto livro de poesias gauchescas "Patrimônio Crioulo". Foi vencedor no concurso da escolha do Hino Centenário de Lagoa Vermelha. Em 1981 se transferiu para a cidade de Passo Fundo, para prestar seus serviços junto a Delegacia Regional de Polícia.
Em 1982 suas composições "Apelo" e "Passo Fundo Tchê" classificaram-se na primeira Carreta da Canção da Música Nativa do Rio Grande do Sul, realizada em Passo Fundo. "Apelo" foi a vencedora na linha campeira, musicada por Nelson Ferreira, interpretada pelo conjunto "Os Fronteiriços" de Passo Fundo. É autor das composições "Rastro do Bugio" e "Chico Espera" gravadas pelo conjunto "Os Serranos" gravadora Chantecler. Em 1980 editou seu quinto livro de poesias gauchescas "Coletânea Gauchesca" editora Berthier.
Foi também comunicador na Rádio Planalto até o início da década de 1990.
Faleceu aos setenta e sete anos.

## Obras
- A Voz do Gaúcho (1968)
- Última Gineteada (1973)
- Estampa Crioula (1978)
- Patrimônio Crioulo (1980)
- Coletânea Gauchesca (1983)